# Spring Street (Melbourne)
Spring Street is een straat in Melbourne, Australië. De straat vormt de oostelijke grens in het Hoddle Grid van het zakendistrict in Melbourne. Aan de straat bevindt zich onder andere het Parliament House, Old Treasury en het Princess Theatre. De straat is vernoemd naar Thomas Spring-Rice.
Van noord naar zuid gezien loopt Spring Street van Victoria Street bij Carlton Gardens tot Flinders Street bij Treasury Gardens. Spring Street vormt de westelijke grens van Treasury Gardens. Aan Spring Street bevindt zich ook een kleine Chinese tuin, genaamd Tianjin Garden. De tuin werd in 2000 geopend en herinnert aan de band die Melbourne sinds 1980 heeft met partnerstad Tianjin. Deze tuin bevindt zich bij de oostelijke ingang van het Chinatown van Melbourne.
De City Circle Tram rijdt over Spring Street.

## Foto's

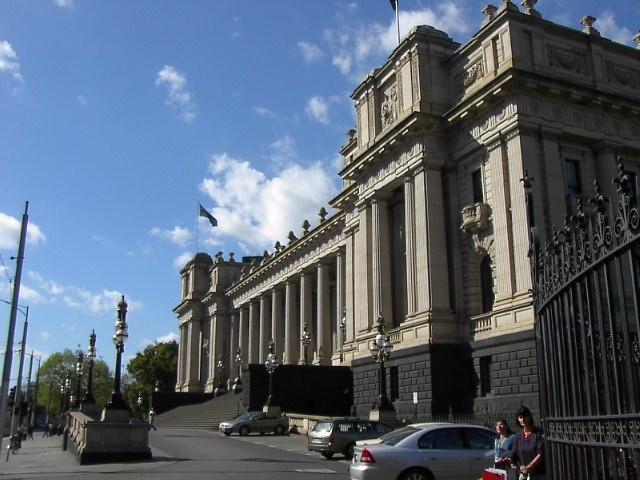
Het Parliament House.
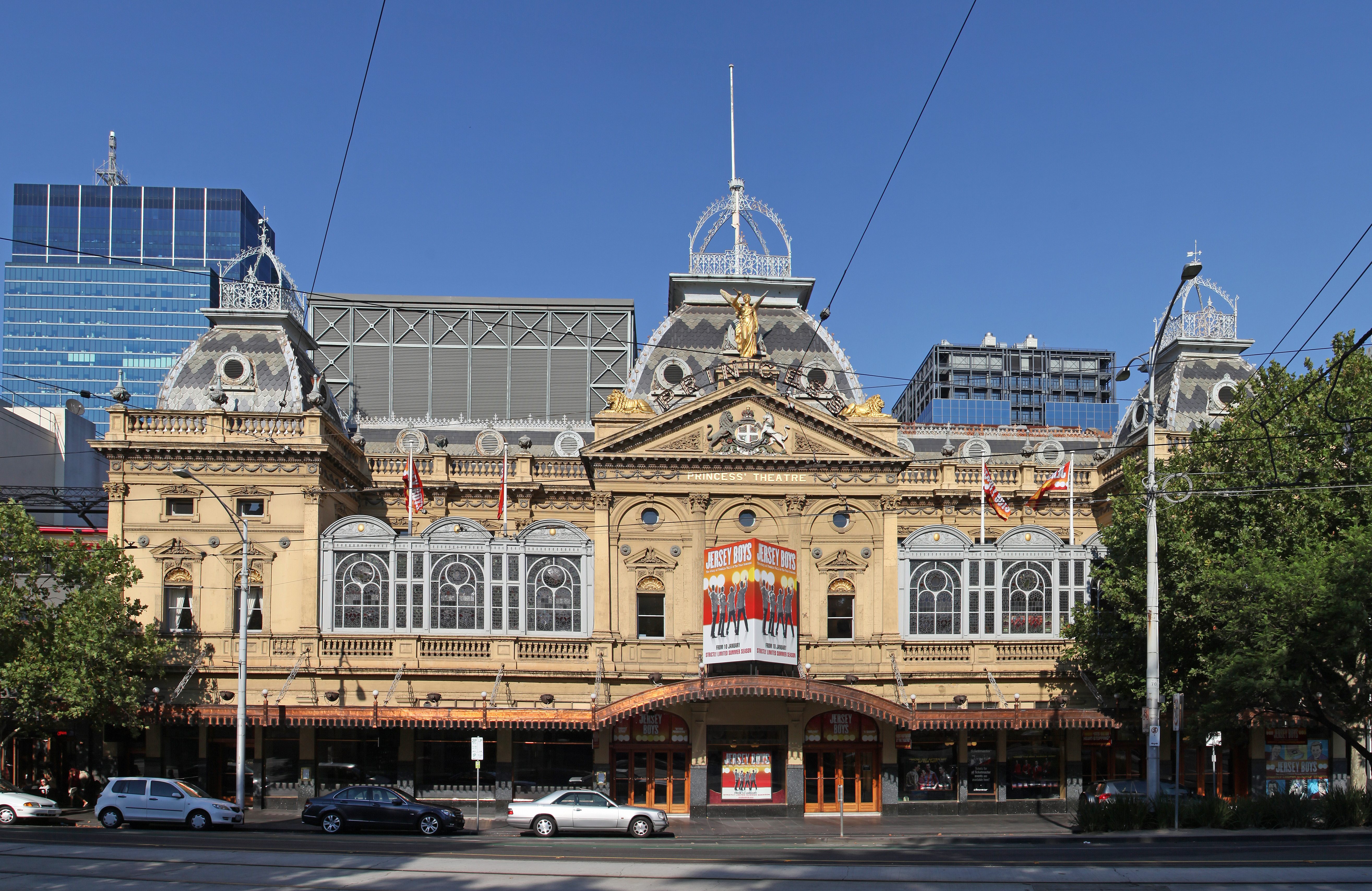
Het Princess Theatre.
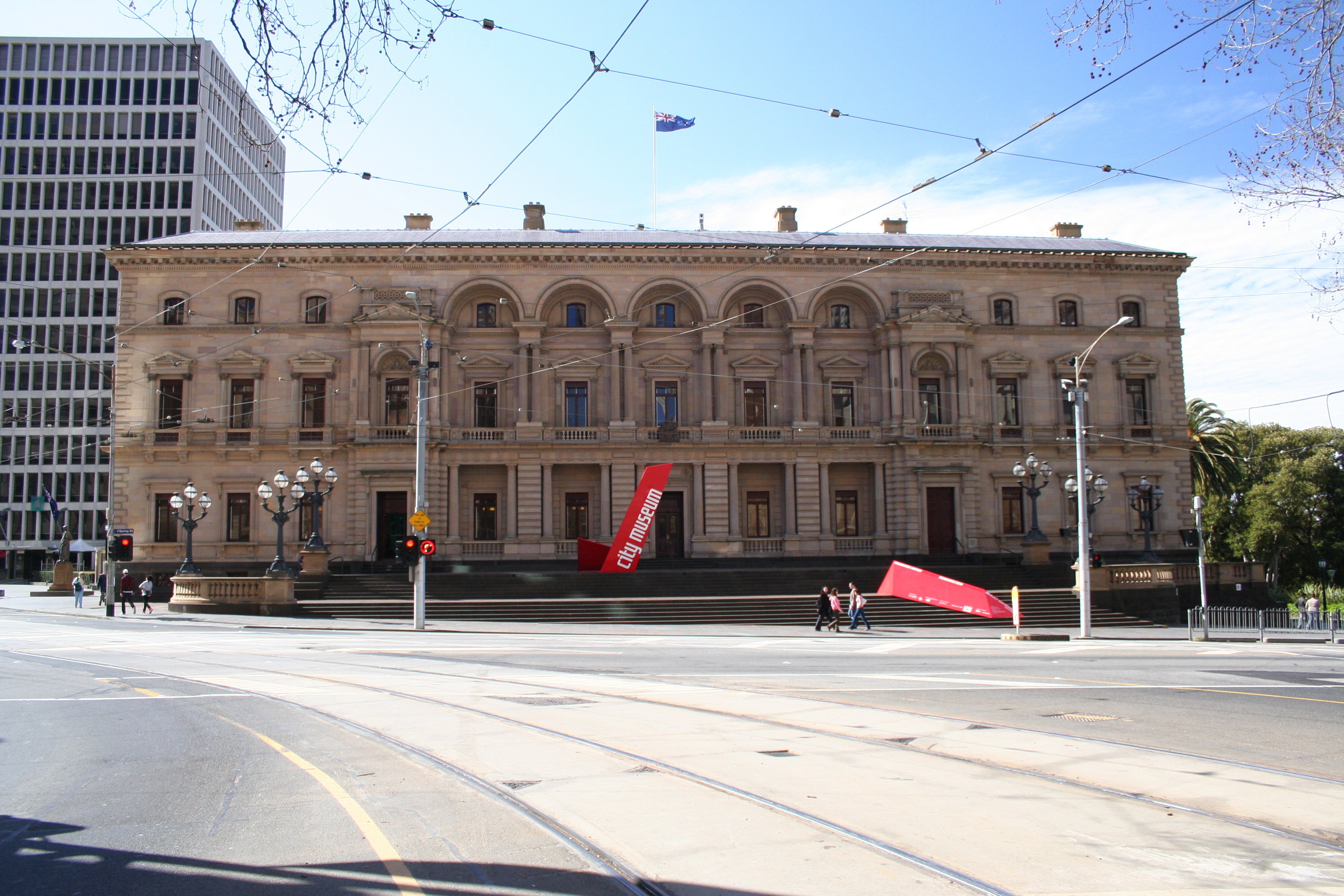
Old Treasury.